# Bobby Emmons
Bobby Emmons (19. února 1943 Corinth – 23. února 2015 Nashville) byl americký hudebník – hráč na klávesové nástroje. Vystupovat začal v době studií na střední škole a počínaje rokem 1960 působil ve skupině Billa Blacka. Později dlouhodobě působil jako studiový hudebník v Memphisu. Během své kariéry spolupracoval s mnoha hudebníky, mezi něž patří například Willie Nelson, JJ Cale, Bobby Womack, Dusty Springfield a Elvis Presley. Pro různé interprety rovněž psal písně.